# Bromsten
Bromsten är en stadsdel i Västerort inom Stockholms kommun tillhörande Järva stadsdelsområde. Genom Bromsten rinner Bällstaån.

## Historia

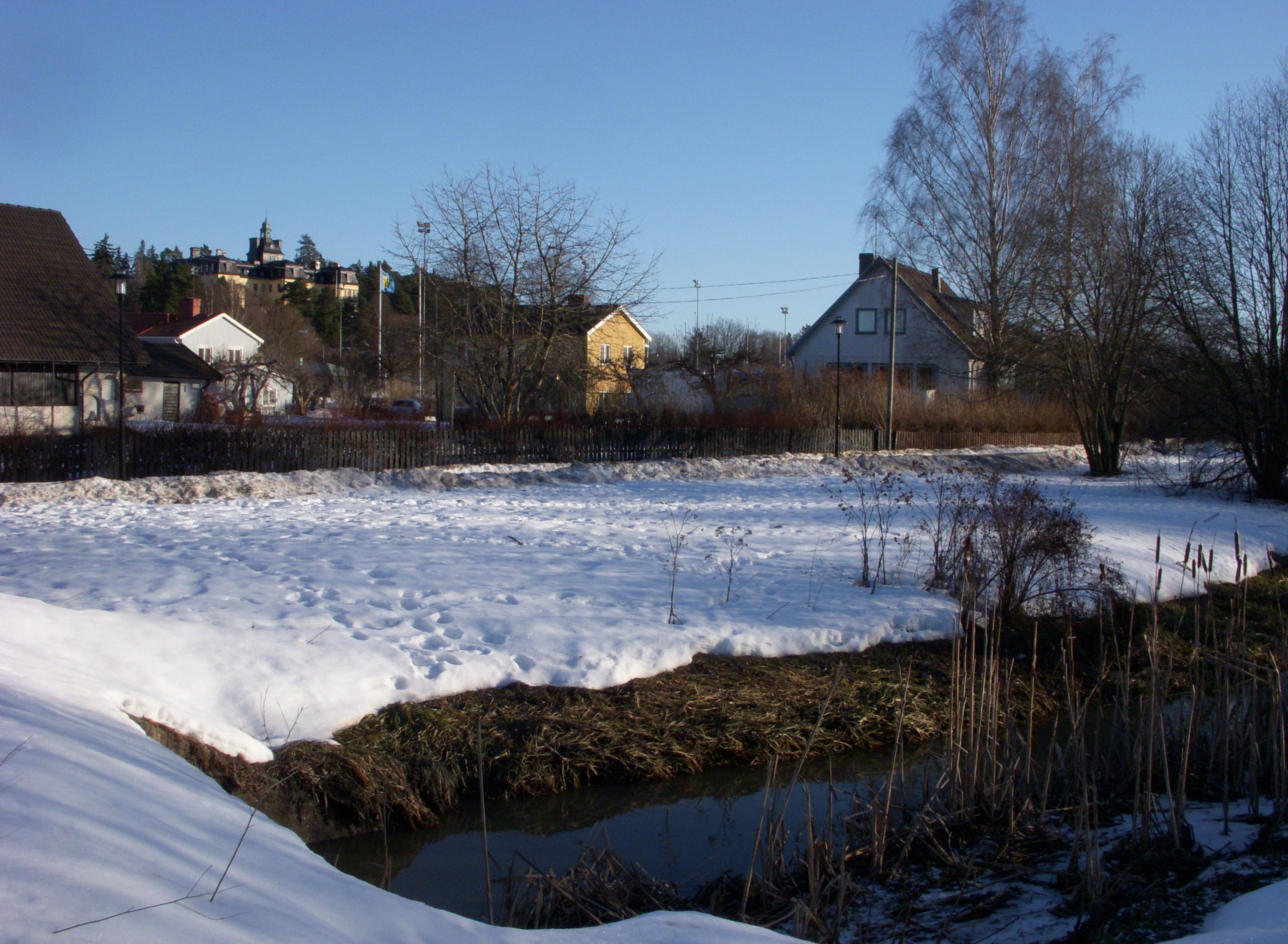
Bromsten med Bällstaån och Fristad i bakgrunden, 2011.

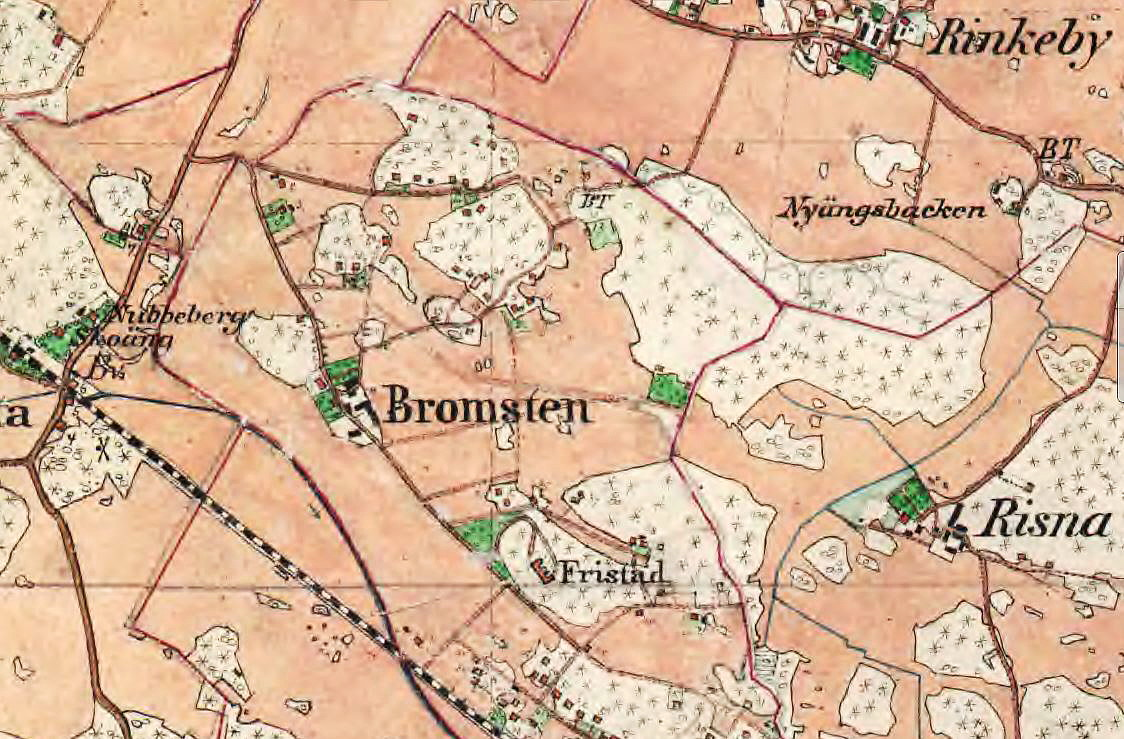
Bromsten cirka 1900.

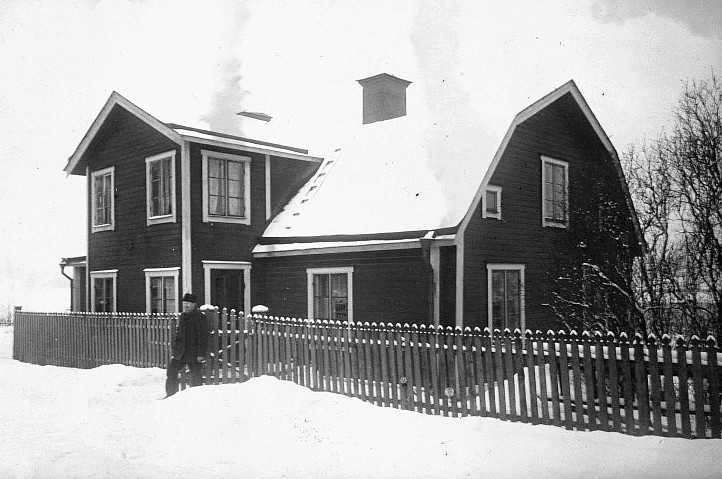
Bromstens gård, revs 1964.

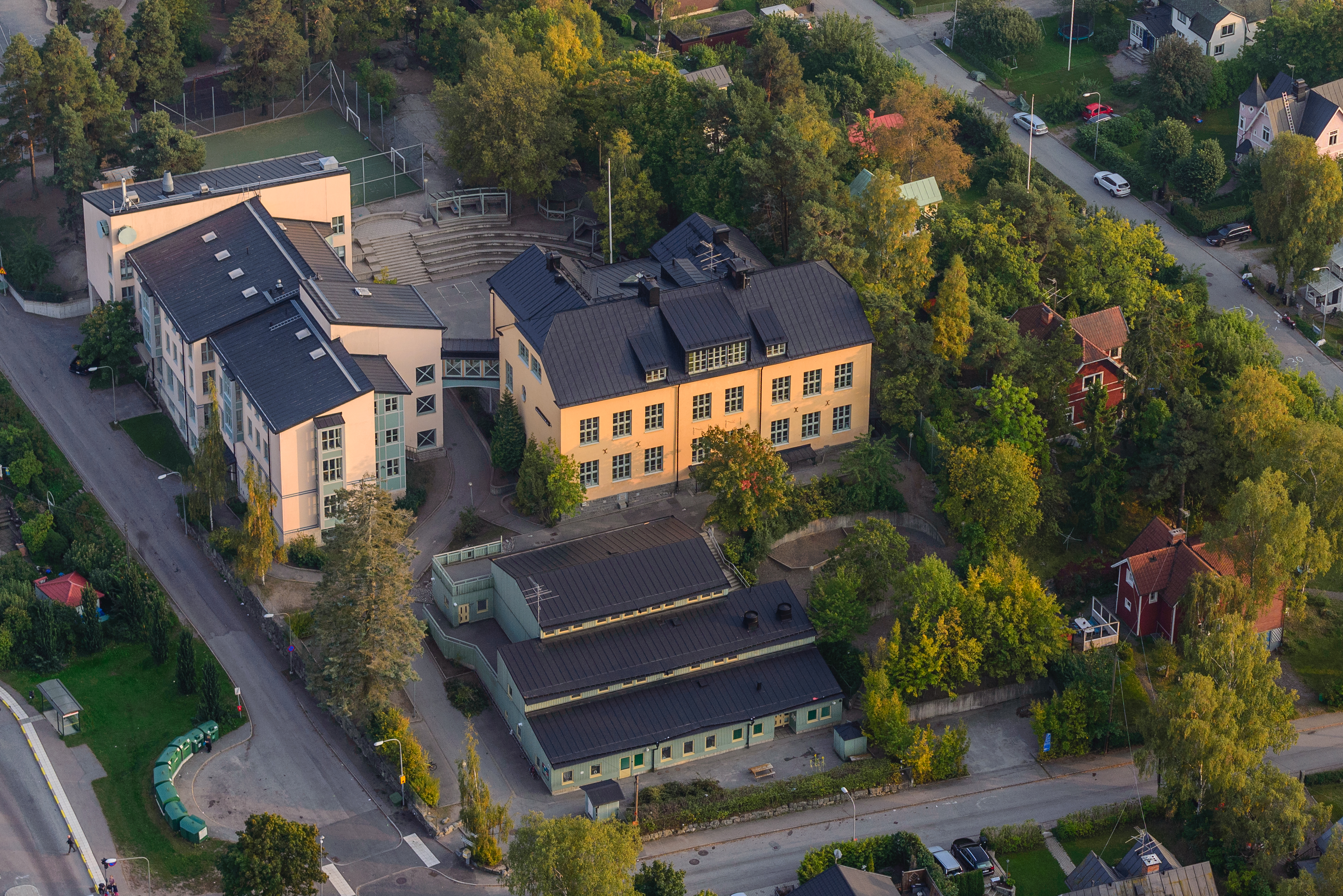
Flygfoto över Bromstensskolan

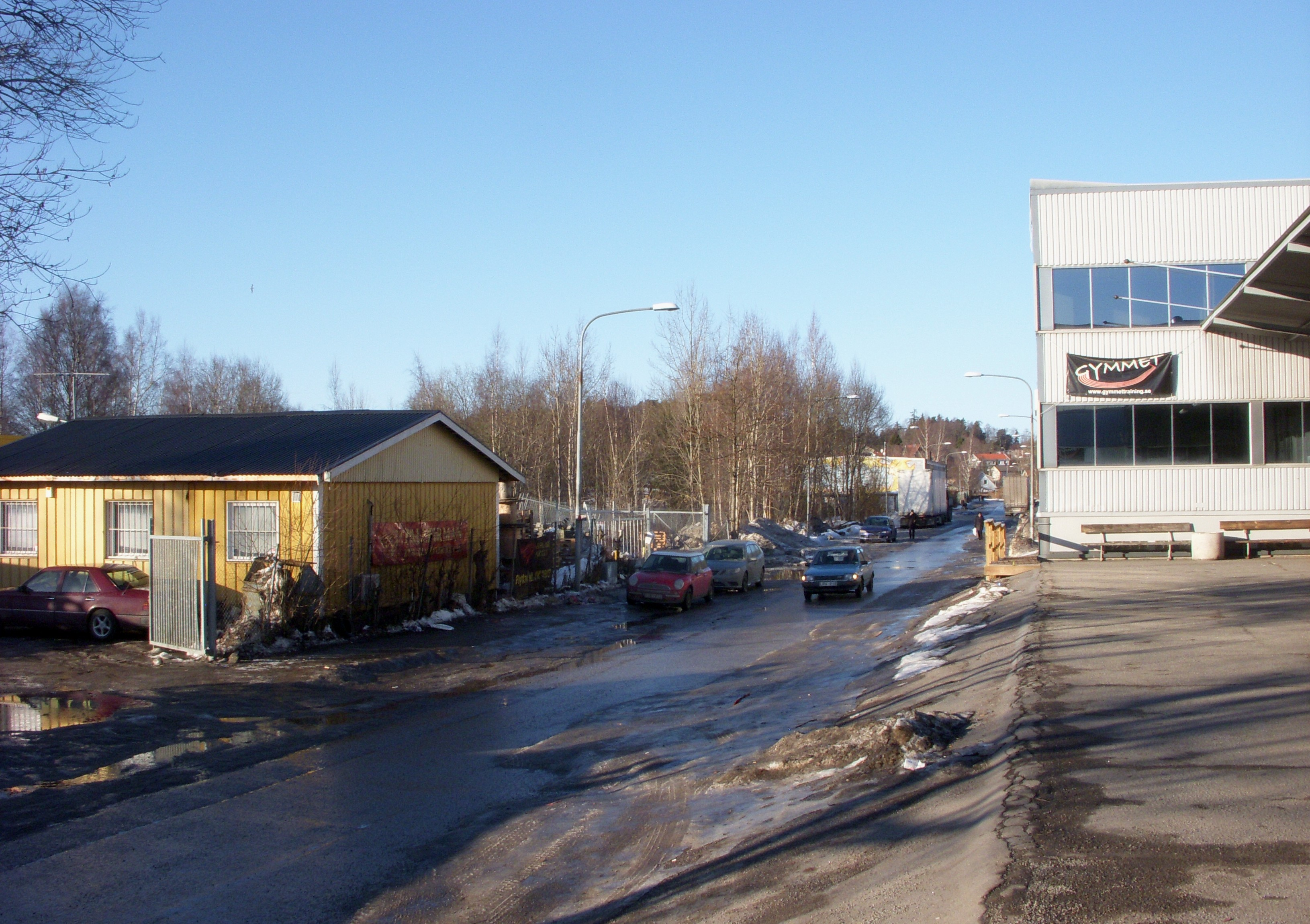
Bromstens industriområde, 2011.

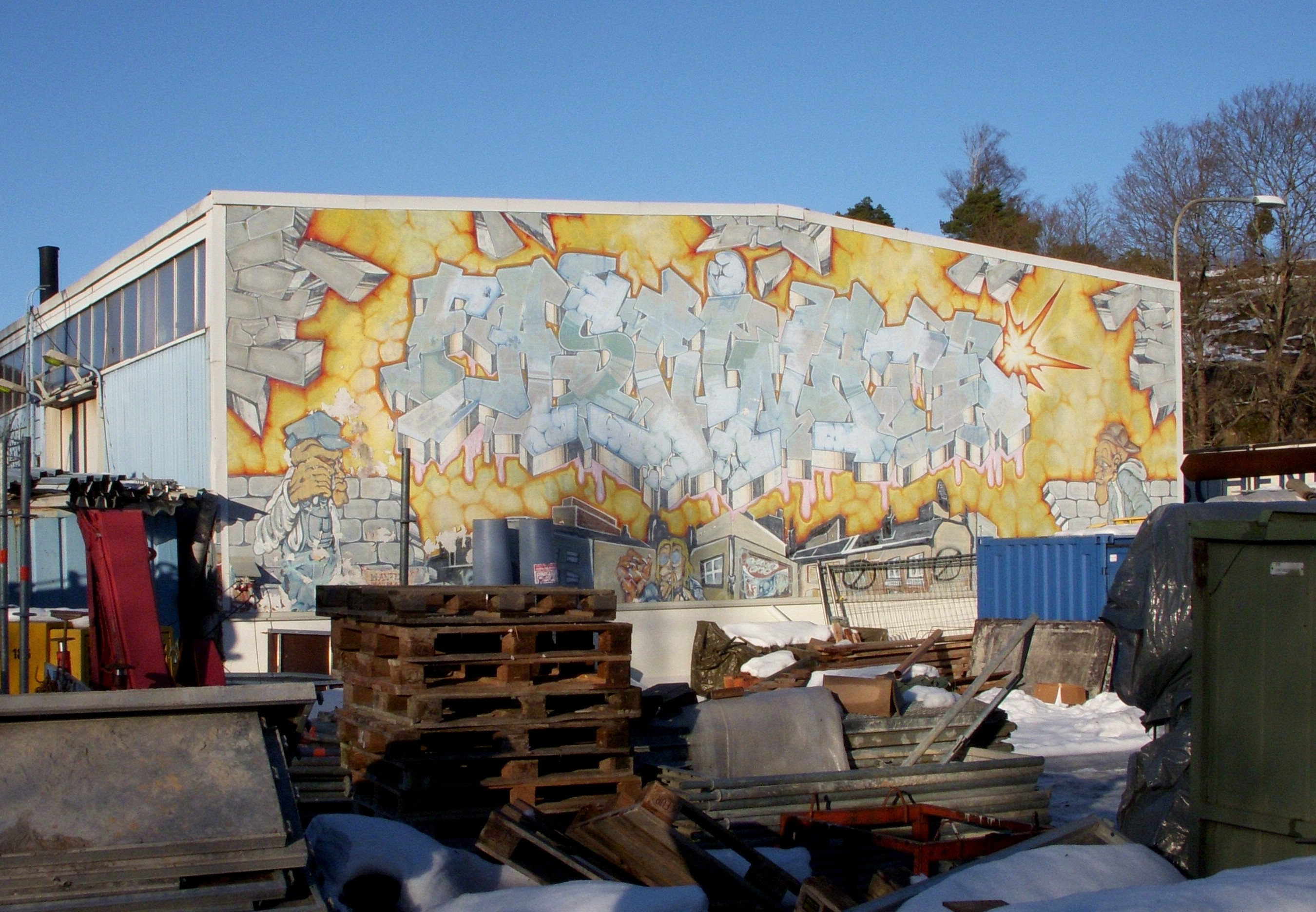
Fascinate i februari 2011.

Namnet Bromsten är ett sammansatt ortnamn, bestående av förledet Brom- och efterledet -sten. Förledet syftar troligen till den närliggande ån, vars vatten om våren troligen forsade rejält, det ”brummade”. Efterledet "sten" har troligen den från andra ortnamn kända betydelsen "samling av stenblock". Med all säkerhet syftar i så fall ortnamnsefterledet på den gamla fornborgen i området, belägen sydväst om korsningen Duvbovägen/Cervins väg. Fornborgen ligger helt nära den äldsta kända byplatsen och hade säkert en viktig förbindelse med den i ofärdstider.
Bromstens förste kände ägare är adelsmannen Johannes Ingevaldsson år 1291. Den äldsta kartan över Bromsten är från 1706. På den upptas tre gårdar i byn, likaså i 1539 års jordebok.
Bromstens gårds ägor styckades upp i villatomter från och med 1899. Tomtbolaget AB Billiga tomter var aktivt när det gällde att sälja tomter i Bromsten. Gårdens huvudbyggnad revs sommaren 1964 för att ge plats för mer trafik på Duvbovägen. Planen var att huset skulle flyttas till Åsögatan på Södermalm, men det visade sig att huset var i alldeles för dåligt skick för att kunna byggas upp igen.
År 1902 fick Bromsten en stor social institution, Fristad. Den grundades som ett "räddningshem för fallna kvinnor" genom en donation av bankiren Cervin, som i dag har givit namn åt en gata i Bromsten. Anläggningen ritades av Fritz Eckert. På Fristad fick ungdomar med problem yrkesutbildning. Fristad nedlades dock redan 1920. Dåvarande Spånga kommun tog över Fristad och gjorde om det till ålderdomshem, samt till samlingsplats för kommunens olika organ. På 1980-talet byggde Stockholms stad ett nytt äldreboende invid det gamla Fristad. Den praktfulla byggnaden är numera Waldorfskola.
I Bromsten har det funnits två kyrkor, Missionskyrkan nära Bromstens skola, och Baptistkapellet invid genomfartsvägen Duvbovägens korsning med Cervins väg. Bägge kyrkorna är numera rivna och tomterna har bebyggts med villor.
Nykterhetsrörelsen har tidigare varit representerad i Bromsten genom Bromstens Blåbandsförening. Arbetet bedrivs i dag under namnet Spånga Blåbandsförening.

### Bromstens municipalsamhälle
10 juni 1904 inrättades i Spånga landskommun Bromstens municipalsamhälle som upplöstes 1 januari 1949 då området införlivades i Stockholms stad.

## Kultur
Under 1990-talet blev Bromsten mycket uppmärksammat av graffitimålare, eftersom Bromsten hade en av Stockholms då lagliga väggar, ett "Hall of Fame". En annan bidragande faktor till att Bromsten blev uppmärksammat i graffitikretsar var att några av Sveriges då främsta graffitikonstnärer kom från Bromsten, målare som Circle, Weird, Rustle och Pure.
Ett av Circle och Weirds mest kända verk, Fascinate, målat 1989 finns ännu kvar på en vägg längs Winquists väg i Bromsten. Verket hotas av rivning när Bromstens industriområde skall ersättas med ett bostadsområde med inflyttning 2015.

## Utbildning
I Bromsten finns två grundskolor, Bromstensskolan och Ellen Key-skolan. 
Bromstensskolan är en kommunal skola som grundades 1905. Skolan har undervisning i årskurserna F-6 och har totalt cirka 500 elever. Byggnaden som anlades när skolan grundades används fortfarande, men kompletterades med ytterligare en skolbyggnad under 1990-talet. Skolan har genom åren fungerat som ett lokalt kulturcentrum med möten och evenemang kvällstid. 
Drygt en halv kilometer norr om Bromstensskolan finns Ellen Key-skolan, en friskola med waldorfpedagogik som funnits i Bromsten sedan 1984. Skolan har undervisning från förskoleklass till och med årskurs 9 och har omkring 235 elever. Skolbyggnaden från 1902 är en av Bromstens äldsta byggnader och var från början ett Magdalenahem för fallna kvinnor. Byggnaden har under åren även inrymt kommunalkontor, läkarmottagning och ålderdomshem.

## Bromstens station
Bromstens station var en järnvägsstation på järnvägen Stockholm–Västerås. Stationen låg i sydöstra delen av Bromsten intill ett litet centrum med post, järnaffär, modist och närbelägen livsmedelsaffär. I februari 1968 lades Bromstens station ned, strax innan pendeltågstrafiken Stockholm C–Kungsängen startade. Idag sker kollektivtrafiken helt med bussar till Vällingby, Sundbyberg, Rissne samt Solna. Spånga station är dock på gångavstånd från stora delar av Bromsten.

## Demografi
| Befolkningsutvecklingen i Bromsten 1900–1900 | Befolkningsutvecklingen i Bromsten 1900–1900 | Befolkningsutvecklingen i Bromsten 1900–1900 | Befolkningsutvecklingen i Bromsten 1900–1900 | Befolkningsutvecklingen i Bromsten 1900–1900 |
| -------------------------------------------- | -------------------------------------------- | -------------------------------------------- | -------------------------------------------- | -------------------------------------------- |
|                                              |                                              |                                              |                                              |                                              |
| År                                           |                                              |                                              | Folkmängd                                    |                                              |
| 1900                                         | 1900                                         |                                              | 226                                          | †                                            |
| † Som köpingsliknande samhälle 1900.         |                                              |                                              |                                              |                                              |

Den 31 december 2021 hade stadsdelen 6 351 invånare, varav 47,0 procent med utländsk bakgrund.